# Abraham Laurentii Burman

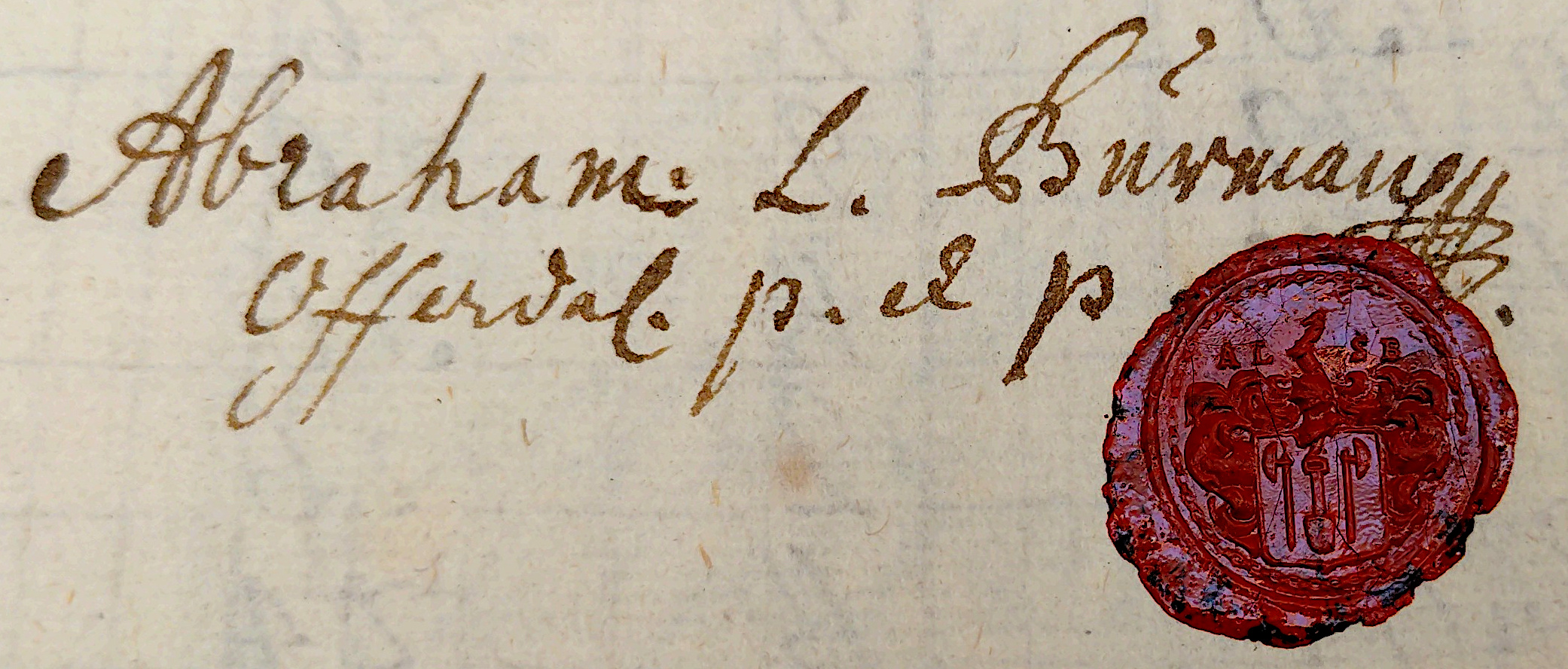
Kyrkoherde Abraham Larsson Burmans namnteckning och sigill från 1705 års kyrkotiondelängd.

Abraham Laurentii Burman, född 7 november 1656 i Bygdeå socken, död 4 augusti 1737 i Offerdals socken, var en svensk präst och riksdagsledamot.

## Biografi
Abraham Laurentii Burman var son till kyrkoherden i Bygdeå, Lars Beronis Burman, som upptagit släktnamnet, som här anspelar på Bureätten, från sin mormor eller farmor vilka båda tillhörde ätten ifråga. Morfadern Olaus Nicolai Breninsulanus var riksdagsman. Burman var farbror till astronomen professor Eric Burman. Efter utbildning i hemmet, gick Burman i trivialskolan och gymnasiet i Härnösand, för att 1675 inskrivas vid Uppsala universitet och bodde som student hos Johan Hadorph i fem år. Han disputerade för Johan Columbus och Nils Wolff om apoteos samt om moraliska handlingar, för vilket han promoverades till magister 1685. Han begav sig på resa till Norrland och Finland, återkom till Uppsala och hamnade hos Erik Benzelius den äldre, fick tjänst som räntmästare, erbjöds en professur i Pernau som han avböjde, utan prästvigdes 1687 i Vaksala kyrka för en tjänst som huspredikant hos Christian Horn. 1688 utsågs han till kyrkoherde i Offerdals socken, samt blev sedermera prost och inspektor för Frösö trivialskola.
Burman var ombud vid riksdagen 1697.
Burman var gift med en dotter till sin företrädare Zacharias Olai Plantin, Elisabeth Plantin. Två av deras söner, Abraham Abrahami Burman och Olaus Abrahami Burman, efterträdde som Offerdals kyrkoherdar. En dotter var mor till Abraham Burensund.